# Aston (Wem Rural)
Aston – przysiółek w Anglii, w Shropshire, w dystrykcie (unitary authority) Shropshire. Leży 1,5 km od miasta Wem. W latach 1870–1872 miejscowość liczyła 212 mieszkańców. Aston jest wspomniana w Domesday Book (1086) jako Estune.